# Steffen Kampeter

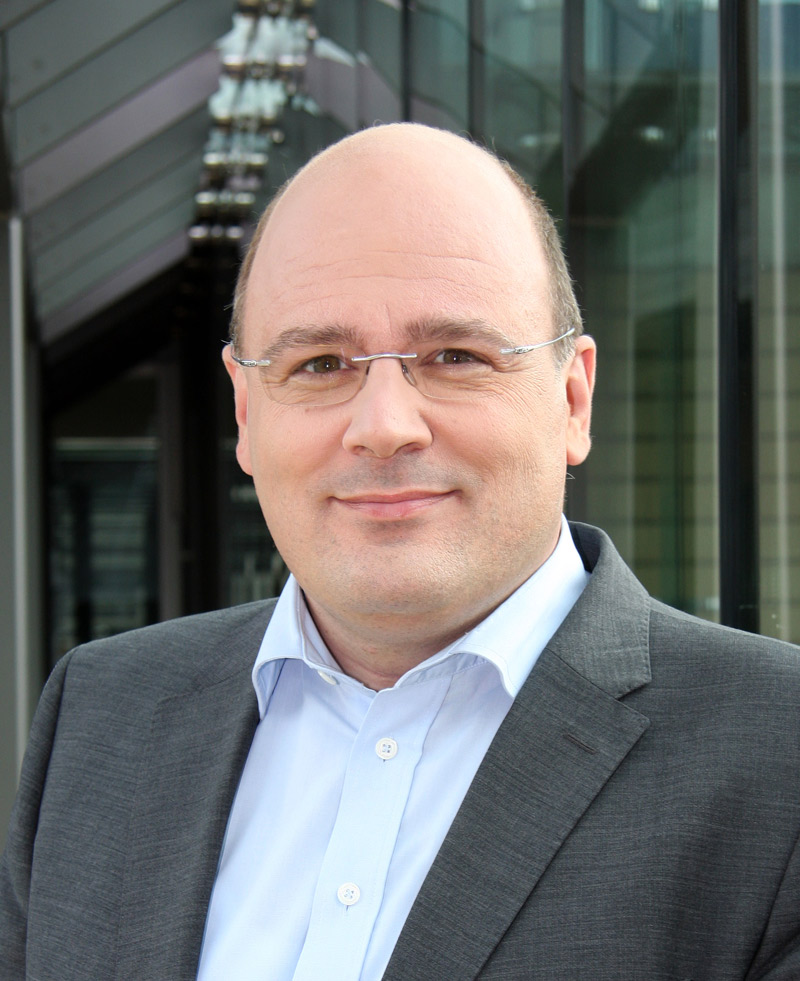
Steffen Kampeter (2012)

Steffen Kampeter (* 18. April 1963 in Minden) ist ein deutscher Politiker (CDU) und Lobbyist. Er war von 1990 bis 2016 Mitglied des Deutschen Bundestages und von 2009 bis 2015 parlamentarischer Staatssekretär beim Bundesminister der Finanzen. Seit Juli 2016 ist Kampeter als Hauptgeschäftsführer der Bundesvereinigung der Deutschen Arbeitgeberverbände (BDA) tätig.

## Leben und Beruf
Nach dem Abitur 1982 am Besselgymnasium in Minden leistete Kampeter zunächst seinen Wehrdienst bei den amphibischen Pionieren in Minden ab und begann 1983 ein Studium der Volkswirtschaftslehre an der Westfälischen Wilhelms-Universität in Münster, welches er 1988 als Diplom-Volkswirt beendete. Anschließend war er als wissenschaftlicher Mitarbeiter am Institut für Verkehrswissenschaft der Westfälischen Wilhelms-Universität Münster tätig. Danach wechselte er als Angestellter zur Preussag AG.
Kampeter ist verheiratet und hat drei Kinder.

## Abgeordneter
Seit 1990 war Kampeter Mitglied des Deutschen Bundestages aus dem Bundestagswahlkreis Minden-Lübbecke I. Bis zur Wahl am 27. September 2009 war Kampeter jeweils über die Landesliste Nordrhein-Westfalen in den Bundestag eingezogen. In dieser Wahl errang er erstmals für die CDU das Direktmandat des Bundestagswahlkreises Minden-Lübbecke.
Seine parlamentarische Arbeit begann Kampeter im Umweltausschuss. Er wirkte federführend und in enger Zusammenarbeit mit den damaligen Umweltministern Klaus Töpfer und Angela Merkel unter anderem an der Umsetzung des Bodenschutzgesetzes sowie des Dualen Systems (Grüner Punkt) mit.
Von 1994 war er zusätzlich und seit 1998 ausschließlich Mitglied des Haushaltsausschusses des Deutschen Bundestages. Hier war er in Nachfolge von Peter Jacoby von 1999 bis 2005 Obmann der CDU/CSU-Bundestagsfraktion. Von 2005 bis 2009 wurde Kampeter haushaltspolitischer Sprecher der CDU/CSU-Bundestagsfraktion. Darüber hinaus war er verantwortlich für den Etat des Bundeskanzleramtes und damit auch für die Finanzierung der Bundeskulturpolitik.
Kampeter hat sein Bundestagsmandat mit seinem Wechsel zur Bundesvereinigung der Deutschen Arbeitgeberverbände im Juli 2016 aufgegeben.

## Öffentliche Ämter
2009 wurde Kampeter mit der Bildung des Kabinetts Merkel II zum parlamentarischen Staatssekretär beim Bundesfinanzministerium berufen.
2010 wurde er vom Bundeskabinett in den Stiftungsrat der Kulturstiftung und in das Kuratorium der Deutschen Bundesstiftung Umwelt (DBU) des Bundes berufen. Ferner ist er stellvertretender Aufsichtsratsvorsitzender der Initiative Musik gGmbH sowie Beiratsvorsitzender der Kulturakademie Tarabya.
Im März 2015 wurde Kampeter von der Bundesregierung in den Aufsichtsrat der Deutsche Bahn AG entsandt.
Seit August 2019 ist Kampeter Mitglied im Verwaltungsrat der Bundesagentur für Arbeit und derzeit dessen stellvertretender Vorsitzender.

## Verbandstätigkeit
Im Juni 2015 gab Kampeter bekannt, sich zum Hauptgeschäftsführer der Bundesvereinigung der Deutschen Arbeitgeberverbände (BDA) wählen lassen zu wollen. Nach seiner Wahl durch den BDA wurde Kampeter am 3. Juli 2015 aus seinem Amt als Staatssekretär verabschiedet; sein Nachfolger wurde Jens Spahn (CDU). Die Nachfolge von Reinhard Göhner (CDU) trat Kampeter im Juli 2016 an und hatte solange auch sein Bundestagsmandat behalten. Die zwölfmonatige Wartezeit entspricht den Vorgaben des Gesetzes über die Karenzzeit beim Wechsel zwischen Politik und Wirtschaft, die der Bundestag kurz zuvor beschlossen hatte.

## Partei
1981 wurde Kampeter Mitglied der Jungen Union und der CDU. Von 1990 bis 1994 war er Vorsitzender des JU-Bezirksverbandes Ostwestfalen-Lippe.
Kampeter war von 1992 bis 1998 Vorsitzender des Landesfachausschusses Umwelt der CDU in Nordrhein-Westfalen. 1999 wurde er zum Vorsitzender des CDU-Kreisverbandes Minden-Lübbecke gewählt. Er selbst wurde am 23. Juni 2012 zum Bezirksvorsitzenden der CDU Ostwestfalen-Lippe gewählt. Diese Funktion hatte er bis Mai 2016 inne.
Vom 30. Juni 2012 bis Juni 2016 war Kampeter einer der stellvertretenden Landesvorsitzenden der CDU Nordrhein-Westfalen.

## Politische Positionen

### Haushalt- und Finanzpolitik
„Solide Haushalte sind Zukunftsvorsorge im besten Sinne“, betont Kampeter. In seinem Gastkommentar Auf Kurs bleiben im Handelsblatt vom 18. Februar 2013 schreibt er, es gehe dabei nicht um „eine mechanische Defizitreduzierung, sondern um klare Prioritätensetzung. Intelligente Konsolidierung begleitet Strukturreformen und ist Ausdruck einer wachstumsorientierten Wirtschafts- und Finanzpolitik. Nur geordnete Finanzen mit einem klaren Konsolidierungskurs sind der Schlüssel zu nachhaltigem Wachstum und dauerhaften Wohlstand.“
Unter anderem in seinem Beitrag Die Schulden-Propheten irren! widerspricht Kampeter der Auffassung, die Schuldenkrise mit noch mehr Schulden lösen zu können: „Hohe Verbindlichkeiten beeinträchtigen das Wachstum“, so Kampeter; einige europäische Staaten seien an einem Punkt angelangt, an dem sie ihre Haushaltsdefizite nicht mehr durch neue Schulden decken können. Ihre Verschuldung habe bereits ein Ausmaß erreicht, das ihre ordnungsgemäße Bedienung infrage stelle. Echte volkswirtschaftliche Leistungsfähigkeit setze Wettbewerbsfähigkeit voraus: „Mit Wirtschaftskraft, die nur auf dem Papier steht, weil sie nur ein statistischer Reflex schuldenfinanzierter Staatsausgaben ist, lässt sich keine Schuldentragfähigkeit herstellen“.
Kampeters Credo ist die „Ausgabendisziplin“, die er als „ehrliche, solide Haushaltspolitik“ bezeichnet. Er meint dazu: „Hohe Schulden sind Ausdruck politischer Mutlosigkeit.“

### Schuldenbremse
Die Begrenzung der Staatsverschuldung ist für Kampeter auch eine Frage der Generationengerechtigkeit: „Denn die Schulden von heute, sind die Lasten von morgen – also die Zeche, die die künftigen Generationen zu zahlen haben. Mit der Einführung der Schuldenbremse haben wir einen wichtigen Schritt zur Rückführung der Staatsverschuldung getan.“

### Europa
Eine strikte „Ausgabendiät“ forderte Steffen Kampeter in einem Interview mit dem RBB – Inforadio auch für den Haushalt der Europäischen Union. „Besser“ und nicht „mehr“ solle Devise des Mehrjährigen Finanzplans 2014-2020 sein und damit auch auf europäischer Ebene sich die nationalen Konsolidierungsanstrengungen widerspiegeln.

### Europäischer Rettungsschirm
„Stabilität braucht Schutz“, sagt Kampeter: Der ESM ist der Stabilitäts- und Schutzmechanismus der Wirtschafts- und Währungsunion. Selbst bei bester Prävention ist eine mit den nötigen finanziellen Mitteln ausgestattete und durch nationale Parlamente legitimierte europäische Institution notwendig, um Mitgliedstaaten mit Refinanzierungsproblemen am Kapitalmarkt finanziell beizustehen, Herdenpaniken zu verhindern und Ansteckungsgefahren für andere Länder des Euroraums zu reduzieren. Die Haftung Deutschlands ist auf 190 Milliarden Euro begrenzt. So steht es in Artikel 8 Absatz 5 des ESM-Vertrags. Es gibt keinen Haftungsautomatismus und auch keine Möglichkeit, ohne Beteiligung des Deutschen Bundestages daran oder an der maximalen Haftungssumme irgendetwas zu ändern, schreibt Kampeter im Namensbeitrag für die FAZ am 3. August 2012.

### Arbeitsmarkt: Die Forderung nachMehr Bock auf Arbeit
Anfang 2023 erregte Kampeter öffentliche Aufmerksamkeit mit seiner umstrittenen Forderung, dass Arbeitnehmer länger und mehr arbeiten sollten. In einem Interview hatte der Hauptgeschäftsführer der Bundesvereinigung der Arbeitgeberverbände nicht nur die abschlagsfreie Frührente mit 63 als Fehlleistung der Politik kritisiert, er forderte außerdem längere Arbeitszeiten und eine höhere Motivation. Zum Erreichen einer wirtschaftlich stabileren Gesamtsituation sollten aus Kampeters Sicht außerdem gezielte Bemühungen um ein effizienteres Bildungssystem und eine attraktives Zuwanderungskonzept für Fachkräfte auf den Weg gebracht werden. Der Zeitpunkt für seine Forderungen, insbesondere die Forderung nach mehr Bock auf Arbeit, ist in den Augen vieler, die das Interview aufgegriffen und zitiert haben, äußerst schlecht gewählt. Darüber hinaus wirke es fast wie ein Vorwurf, gerade jetzt eine Tätigkeit in Teilzeit schlechtzureden.

## Sonstiges Engagement
Kampeter war sowohl Kuratoriumsmitglied beim Deutschen Komitee der AIESEC, als auch bei der Deutschen Bundesstiftung Umwelt. Er war Vorsitzender des Akademiebeirates der Kunstakademie Tarabya. Zudem war er, von der Bundesregierung benannt, Mitglied des Verwaltungsrates der Deutschen Welle. Kampeter ist Schatzmeister beim Freundeskreis Yad Vashem e. V. Beim ZDF-Fernsehrat ersetzte er 2018 als Arbeitgeber-Vertreter Christina Ramb. Des Weiteren ist er Kuratoriumsmitglied bei der Bibliotheca Hertziana.